# Familienideologie
Familienideologie ist eine zumeist kritisch verwendete Bezeichnung für Ideologien und Vorstellungen, die eine patriarchale bürgerliche Familie als unentbehrlichen Wert darstellen und mithin die Unterdrückung von Frauen und Kindern perpetuieren, eine freiere Entfaltung der Sexualität ablehnen und somit auch an der Stabilität kapitalistischer Produktionsverhältnisse Beitrag haben.
Der Begriff findet unter anderem in der Soziologie, der Politikwissenschaft und den Gender Studies Anwendung.
Politisch werden konservative Familienideologien nicht ausschließlich von konservativen Parteien vertreten, sondern haben auch sozialdemokratische und sozialistische Politiken beeinflusst.